# Cosna River
Der Cosna River ist ein rund 70 Kilometer langer linker Nebenfluss des Tanana River im Interior des US-Bundesstaats Alaska.

## Verlauf
Das Quellgebiet des Flusses liegt in den Kuskokwim Mountains. Er fließt nordostwärts bis zur Mündung in den Tanana River, 37 Kilometer südwestlich von Manley Hot Springs. Der Cosna River gehört zum Flusssystem des Yukon River.

## Name
Der Name geht zurück auf die 1899 von Lieutenant J. S. Herron dokumentierte Bezeichnung der Tanana, einem Volk der Ureinwohner Alaskas, für den Fluss.